# Siegfried Jaeckel
Siegfried H. Jaeckel, vollständig Siegfried Heinrich Ferdinand Jaeckel (* 19. Oktober 1892 in Grünberg; † 1. April 1970 in West-Berlin) war ein deutscher Biologe und Zahnarzt, der vor allem für seine Forschungen auf dem Gebiet der Malakozoologie bekannt geworden ist.

## Leben
Nachdem er 1912 das humanistische Gymnasium in Neiße absolviert hatte, nahm er an der Universität Berlin ein Studium der Zahnheilkunde auf. Er musste das Studium zunächst kriegsbedingt unterbrechen, schloss es aber 1919 mit dem zahnärztlichen Staatsexamen ab. Im selben Jahr promovierte er an der Medizinischen Fakultät seiner Universität mit einer Arbeit über die Statistik und Kasuistik maligner Kiefertumoren zum Dr. med. dent.
Im Anschluss an dieses Studium praktizierte Jaeckel als Zahnarzt in Berlin. 1934 avancierte er zum Leiter der Schulzahnklinik Berlin-Charlottenburg.
Während dieser Berufstätigkeit nahm Jaeckel, einer seit seiner Jugend bestehenden naturwissenschaftlichen Neigung folgend, ein zweites Studium an der Universität Berlin – nunmehr in Biologie – auf. Dieses schloss er 1924 mit einer Promotion zum Dr. phil. ab, nachdem er am Zoologischen Institut der Universität eine Arbeit über die Molluskenfauna der Sperenberger Salzgewässer angefertigt hatte.
Ab 1925 war er – zunächst ehrenamtlich – als Biologe in der Mollusken-Abteilung des Naturkundemuseums der Berliner Universität tätig und investierte einen großen Teil seiner Freizeit in malakozoologische Forschungen. Während des Zweiten Weltkrieges vertrat er zeitweise den Leiter der Abteilung.
Am 15. Dezember 1945 schließlich erfüllte sich Jaeckels „Lebenstraum“: Er wurde zum Kustos und Abteilungsleiter am Museum für Naturkunde ernannt. 1955 folgte die Ernennung zum Professor an der nunmehrigen Humboldt-Universität zu Berlin.
Während seiner Zeit an der Universität Berlin widmete Jaeckel sich „mit unendlichem Fleiß“ dem Wiederaufbau der durch den Krieg stark beschädigten Sammlungen seiner Abteilung. In dieser Zeit begründete er außerdem den Arbeitskreis der Berliner Malakologen und förderte das Erscheinen der Mitteilungen der Berliner Malakologen.
Seine Tätigkeit am Naturkundemuseum endete abrupt durch den Bau der Berliner Mauer, da er in Dahlem im Westteil der Stadt lebte. Zu seinem Nachfolger wurde mit Rudolf Kilias einer seiner Schüler ernannt.
1967 ernannte die Deutsche Malakozoologische Gesellschaft Jaeckel zu ihrem Ehrenmitglied. Er hatte dieser Fachgesellschaft bereits seit 1918 angehört.

## Veröffentlichungen (Auswahl)
Eine Liste aller Veröffentlichungen Jaeckels findet sich bei Hans-Peter Plate: Siegfried H. Jaeckel (1892-1970). In: Archiv für Molluskenkunde. 1970, ISSN 1869-0963, S. 237–241.
- Beiträge zur Statistik und Kasuistik maligner Kiefertumoren. Zugl. Med. Dissertation, Berlin 1920.
- Die Molluskenfauna der Sperenberger Salzgewässer. In: Zeitschrift für Morphologie und Ökologie der Tiere, Nr. 3, 1924, ISSN 0372-9389, S. 81–149. Zugl. Phil. Dissertation, Berlin 1924.
- Praktikum der Weichtierkunde. G. Fischer, Jena 1953.
- Die Schlammschnecken unserer Gewässer. Akademische Verlagsgesellschaft, Leipzig 1953. 2., unveränd. Aufl. Westarp, Hohenwarsleben 2004, ISBN 978-3-89432-569-5.
- Bau und Lebensweise der Tiefseemolusken. Ziemsen, Wittenberg 1955.
- Kopffüßer : (Tintenfische). Ziemsen, Wittenberg 1957. 2., unveränd. Aufl. Westarp, Hohenwarsleben 2006, ISBN 978-3-89432-638-8.